# Puya boyacana
Puya boyacana är en gräsväxtart som beskrevs av José Cuatrecasas. Puya boyacana ingår i släktet Puya och familjen Bromeliaceae. Inga underarter finns listade i Catalogue of Life.